# Die Kunst und das schöne Heim
Die Kunst (Vorläufer und Teilausgabe: Die Kunst für Alle; ab 1949: Die Kunst und das schöne Heim) war eine deutsche Kunstzeitschrift, die seit 1900 im Bruckmann Verlag, später bei Karl Thiemig in München erschien.

## Geschichte
1885 gründete Friedrich Bruckmann das Periodikum Die Kunst für Alle (Herausgeber: Friedrich Pecht) und 1897 das Magazin Dekorative Kunst. Beide waren ab 1900 in einer Gesamtausgabe unter dem Titel Die Kunst zusammengefasst. Ihre Herausgeber waren Friedrich Salomon Krauss und Arthur Brehmer. Die erste Ausgabe erschien 1900 mit dem Untertitel Monatsheft für freie und angewandte Kunst, später Monatsschrift für Malerei, Plastik, Graphik, Architektur und Wohnkultur. Die Bände mit gerader Zählung trugen den Titel Angewandte Kunst und erschienen 1900 bis 1929 parallel selbständig unter dem Titel Dekorative Kunst und 1930 bis 1942/43 unter dem Titel Das schöne Heim. Die Bände mit ungerader Zählung trugen den Untertitel Freie Kunst und erschienen von 1900 bis 1942/43 unter dem Titel Die Kunst für Alle; in den Jahren 1945 bis 1948 erschien die Monatsschrift nicht.

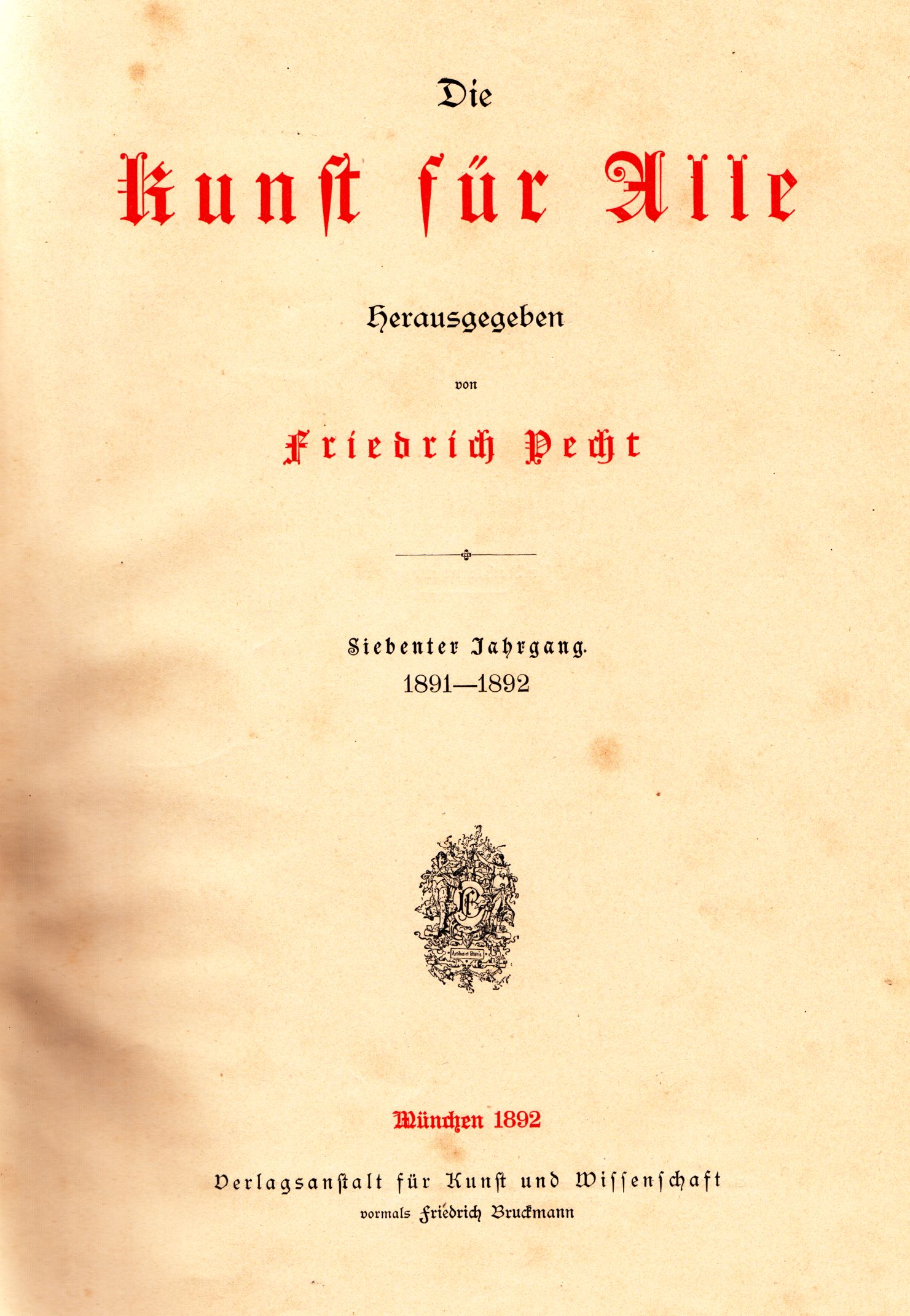
Die Kunst für Alle, Jg. 7. 1891/92
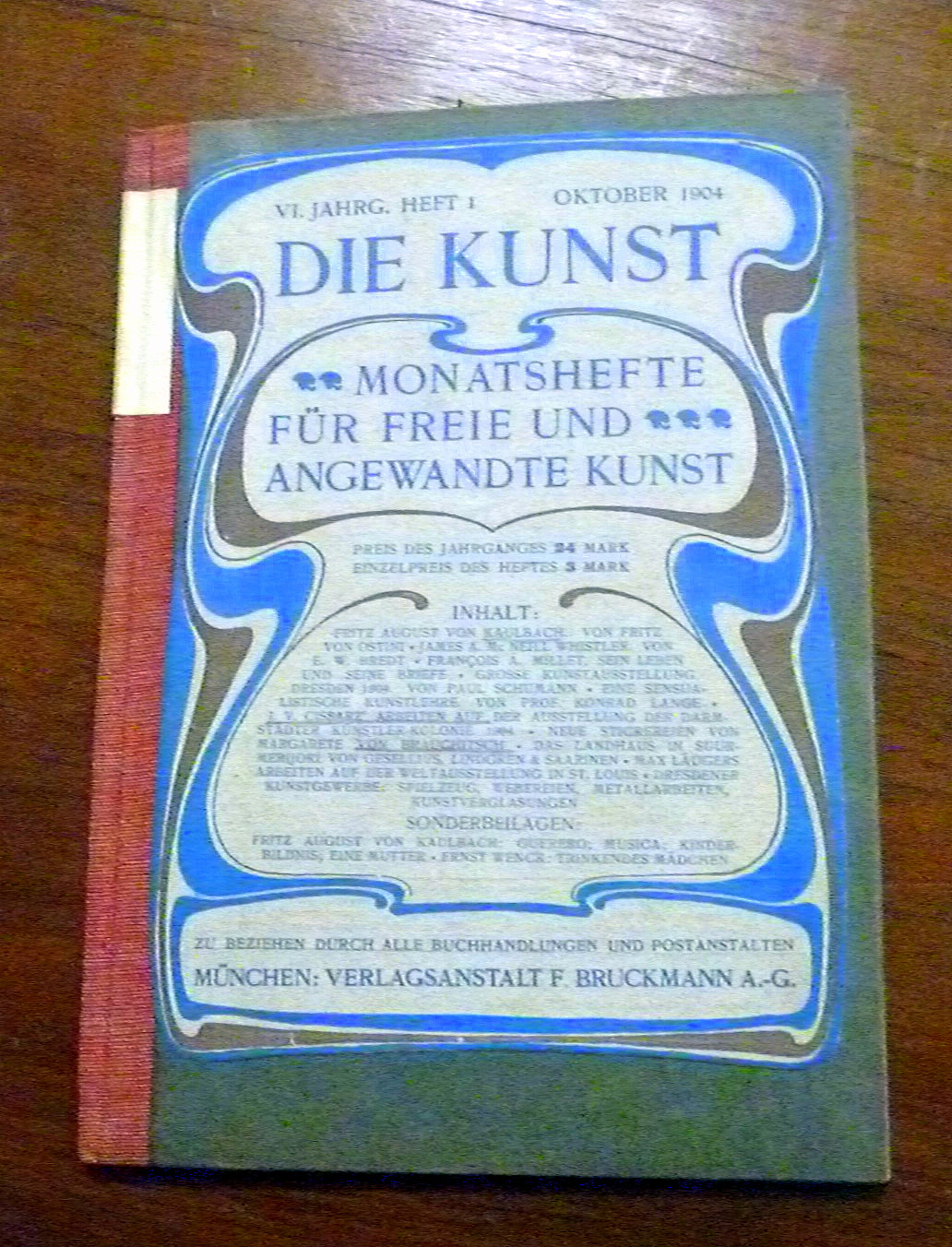
Die Kunst, Monatshefte für freie und angewandte Kunst, Jg. 6, 1904
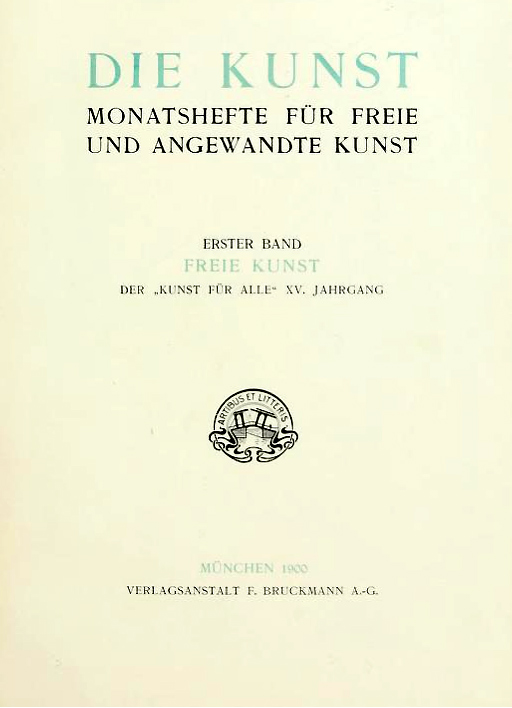
Die Kunst, Monatshefte für freie und angewandte Kunst, Jg. 15

In den Jahren 1949 bis 1988 erschien Die Kunst und das schöne Heim: Monatsschrift für Malerei, Plastik, Graphik, Architektur und Wohnkultur im Thiemig-Verlag. Ab 1980 wurde der Untertitel „… und das schöne Heim“ gelegentlich und ab 1984 völlig weggelassen. Zu den Autoren zählten die bekannten Kunsthistoriker der Zeit, wie Ludwig Grote, Franz Roh, Juliane Roh, Gerhard Wietek und Wolfgang von Löhneysen. Das letzte Heft erschien im September 1988, sie ging anschließend in der Kunstzeitschrift „Pan“ (Herausgeber Franz Burda) auf.